# 31613 Adamgreenberg
31613 Adamgreenberg este o planetă minoră (asteroid), cu un diametru de 3,054 km, din centura de asteroizi. A fost descoperită pe 10 aprilie 1999 la Stația Anderson Mesa de Lowell Observatory Near-Earth-Object Search. 
Obiectul prezintă o orbită caracterizată de o semiaxă mare de 2,5351161 UAi, o excentricitate de 0,03, o înclinație de 3,84461 ° în raport cu ecliptica.